# Mittlach
Mittlach là một xã ở tỉnh Haut-Rhin trong vùng Grand Est ở đông bắc Pháp. Xã này có diện tích 11,39 km², dân số năm 1999 là 314 người. Khu vực này có độ cao 530 mét trên mực nước biển.